# L129A1
Le L129A1 est un fusil de précision en service dans les Forces armées britanniques.

## Présentation
Fabriqué aux États-Unis par Lewis Machine and Tool Company, c'est un dérivé de l'AR-10. Il est équipé d'une crosse rétractable inspiré de celle de la carabine d'assaut M4. Destiné aux tireurs d'élite ("marksmen"), le L129 ne tire qu'en mode semi-automatique.